# 大猶太會堂 (雅西)

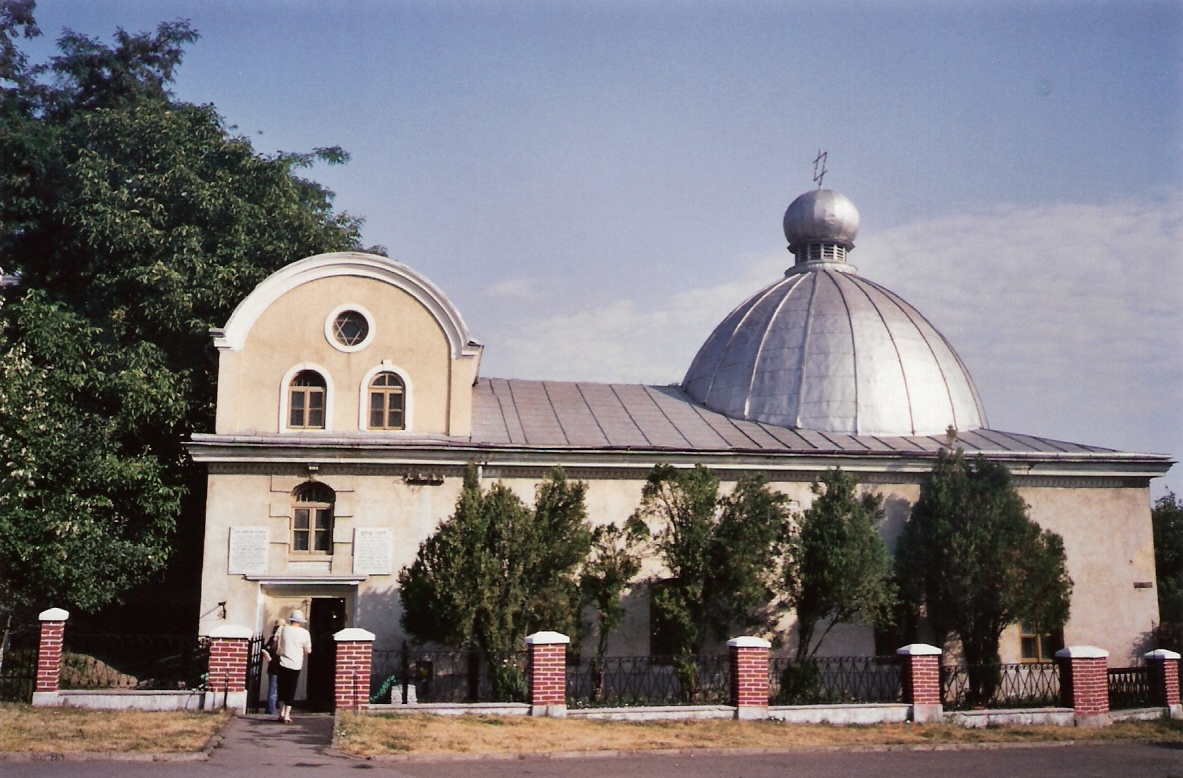
大猶太會堂

大猶太會堂（羅馬尼亞語：Sinagoga Mare din Iași）是羅馬尼亞城市雅西的一座猶太會堂，也是羅馬尼亞現存的猶太會堂中歷史最為古老的一座，是羅馬尼亞的國家歷史紀念物。大猶太會堂的歷史可以追溯至17世紀。在二戰之前，雅西曾有超過110座猶太會堂，但現在僅有兩座。